# Rudolf von Fischer-Benzon
Rudolf von Fischer-Benzon (Elsdorf-Westermühlen, 2 febbraio 1839 – Wyk auf Föhr, 7 luglio 1911) è stato un bibliotecario e botanico tedesco.

## Biografia
Studiò scienze naturali e matematica presso l'Università di Kiel, dove nel 1866 ottenne l'abilitazione per la mineralogia. Nel 1866 intraprese un viaggio scientifico per la Norvegia e la Svezia. In seguito, lavorò come insegnante nel liceo di Meldorf (dal 1869), Haderslev (dal 1871), Husum (dal 1874) e Kiel (dal 1878). Nel 1889 ricevette il titolo di professore. Nel 1895 fu nominato bibliotecario alla Schleswig-Holsteinische Landesbibliothek (biblioteca di Stato di Schleswig-Holstein) a Kiel.

## Opere
- Mikroskopische Untersuchungen über die Structur des Halysites-Arten und einiger silurischer Gesteine aus den russischen Ostsse-Provinzen, 1871.
- Die Moore der Provinz Schleswig-Holstein : eine vergleichende Untersuchung, 1891.
- Katalog der Schleswig-Holsteinischen Landsbibliothek (1898–1907).
- Die Flechten Schleswig-Holsteins, 1901 – Lichens of Schleswig-Holstein.[3][4]